# カメルーンの国章
カメルーンの国章（カメルーンのこくしょう）は、盾とその上下のバナーで構成されている。盾の後ろには、2つのファスケスがある。盾の色は、カメルーンの国旗と同じである。中央には国の地図が描かれ、その上には、正義の天秤が描かれている。
盾の下のバナーには、フランスから独立した当時の国の名前が書かれている。上のバナーには、国の標語であるPaix, Travail, Patrie（平和、労働、祖国）という言葉が書かれている。ファスケスは国の権威の象徴であり、正義の天秤は、公正さを表している。

1914年の紋章
1986年までの国章